# Прилепский, Александр Тихонович
Александр Тихонович Прилепский (14 июля 1928, Москва — 3 апреля 1988, Москва) — советский хоккеист-защитник и тренер. Мастер спорта СССР (1955). Заслуженный тренер РСФСР (1973).

## Биография
Родился 14 июля 1928 года в Москве.
В 1944 году дебютировал в ХК при заводе в Москве, где работал его отец Тихон Прилепский.
В 1949 году был принят в состав ХК «Крылья Советов», где он играл вплоть до 1959 года. В 1957 году стал чемпионом СССР по хоккею с шайбой. В 1952, 1954 и 1961 гг. стал финалистом кубка СССР, а в 1958 году стал чемпионом зимней Спартакиады народов РСФСР.
В 1959 году переехал в Горький и был принят в состав ХК «Торпедо» (Горький).
Провёл свыше 250 матчей и забил 35 шайб в ворота.
Во время игровой защиты действовал строго позиционно, выбирал правильное место, а также сильно ударял по воротам, находясь с дальних расстояний.
В 1962 году завершил игровую карьеру и занялся тренерской работой.
В 1970-е годы перешёл в Спорткомитет РСФСР и работал вплоть до конца 1970-х годов, после чего вышел на пенсию.
Скончался 3 апреля 1988 года в Москве. Похоронен на Николо-Архангельском кладбище.